# 신룡 (연호)
신룡(神龍. 705년 1월 ~ 707년 9월)은 무주(武周) 성신제(聖神帝) 측천무후(則天武后) 무조(武曌)의 열네번째 연호이자 무주의 마지막 연호이다. 당나라 복원 후에도 사용하였다. 2년 8개월 동안 사용하였다. 신룡 원년(705년) 1월, 측천무후가 황태자 중종(中宗)에게 양위하면서, 중종이 복위하였다. 복위 후에 국호를 다시 당(唐)으로 고쳤으나, 신룡 연호는 그대로 사용하였다. 연호를 경룡으로 개원할 때까지 사용하였다. 

## 개원
- 장안(長安) 5년 1월 1일[1](705년 1월 30일)에 연호를 신룡(神龍)으로 개원함.[2][3][4][5][6]

- 신룡(神龍) 3년 9월 5일[7](707년 10월 5일)에 연호를 경룡(景龍)으로 개원함.[8][3][9][5]

## 연대 대조표
| 신룡       | 원년       | 2년        | 3년        |
| 서기(西紀) | 705년      | 706년      | 707년      |
| 간지(干支) | 을사(乙巳) | 병오(丙午) | 정미(丁未) |

## 동시대 연호

### 일본
- 게이운(慶雲) (704년 ~ 708년)

## 같이 보기
- 중국의 연호 목록